# Carl Heins
Carl Heins (* 8. Juni 1859 in Tangermünde; † 10. September 1923 in Berlin) war ein deutscher Pianist und Komponist leichter Salonmusik im Stil klassischer Musik. Er schrieb sowohl Solo-Klavierwerke als auch Lieder. Viele seiner Werke erschienen im Eigenverlag. Dieser Verlag wurde nach seinem Tod von seiner Witwe an den Verlag Fr. Portius in Leipzig veräußert.
Er komponierte das Lied Zwei dunkle Augen, das der als Medienpionier geltende Bariton Robert Leonhardt schon im Oktober 1901 im Alter von 24 Jahren auf die 78/min-Schellackplatte aufnahm. Später wurde das Lied von Tenören wie Fritz Wunderlich, Rudolf Schock und René Kollo aufgenommen. Stilistisch ist seine Musik ähnlich der seines älteren Landsmannes Carl Bohm.

## Werke (Auswahl)
- Im Hochland. Charakterstück
- Village Idyll
- Bärentanz[3]
- Senner Traum
- Slumber Song: The Widow to Her Child, for voice & violin
- Die Spieluhr. Bagatelle
- Schließ’ in dein Herz mich wieder ein! Fantasie-Transcription
- Gruss an Sorrent. „Fantasie über Ludolf Waldmanns beliebtes Lied“[4]
- Veilchen Op. 6[5]
- Am Weihnachtsabend, Op. 43
- Die Zauberin, Op. 93, Tonstück[4]
- Rose D’or, Mazurka Brillante pour Piano, Op. 106 No. 3
- Gesang der Vöglein, Idylle für Pianoforte, Op. 120
- Unter dem Lindenbaum, Op. 137 Nr. 1, Fantasie-Transcription[5][4]
- Gitana, Mazurka Brillante Op. 156[4]
- Unter dem Weihnachtsstern, Salonstück für Pianoforte, Op. 160
- Abschied von der Sennerin, Op. 172
- Am Feensee, Op. 173
- Hirtenidyll, Op. 174
- Mädchentraum, Salonstück, Op. 176
- Sommerlust, Op. 181, No. 3
- Rosenfee, Mazurka-Caprice, Op. 185
- Rückkehr nach der Heimath (G-Dur). Op. 190/3. Werk Nr. 3 aus Wanderleben. Vier melodiöse und instructive Characterstücke für Pianoforte.
- Mignon. Lyrisches Tonstück, op. 206, No. 1
- Zwei dunkle Augen, Op. 212,[5] Text: Paul Großmann[6]
- Morgenthau, Op. 245
- Rotkäppchen, Op. 247
- Aus Tyrol! Op. 281/5. Tyrolienne.